# Ufficio del Galles
L'Ufficio del Galles (in inglese Wales Office, in gallese Swyddfa Cymru), noto come Ufficio del Segretario di Stato per il Galles (in inglese Office of the Secretary of State for Wales, in gallese Swyddfa Ysgrifennydd Gwladol Cymru) tra il 2017 e il 2024, è un dipartimento governativo del governo del Regno Unito creato per sostituire l'Ufficio gallese (Welsh Office), a seguito del processo di devoluzione, alla fine degli anni '90. I suoi attuali poteri sono fortemente diminuiti rispetto al passato, visto il trasferimento di molte funzioni del Segretario di Stato per il Galles all'Assemblea nazionale per il Galles. Tra i suoi compiti rientra la richiesta dei fondi da stanziare per la regione durante la definizione del bilancio nazionale. La sua sede è Gwydyr House, su Whitehall.